# Area marina protetta Santa Maria di Castellabate
L'area marina protetta Santa Maria di Castellabate è un'area marina protetta della Campania istituita nel 2009.

## Storia
La fascia di mare compresa fra le punte di Tresino e Licosa è stata oggetto di studi, maturati a cavallo degli anni sessanta e settanta, che prevedevano l'istituzione di un vero e proprio parco marino, uno dei primi esempi in Italia. Nel 1972, sotto il coordinamento di Pietro Dohrn, e gli auspici della Stazione zoologica di Napoli da lui diretta, fu organizzato Santa Maria di Castellabate un convegno internazionale di studio per l'istituzione del parco marino. In quell'occasione, mosse i primi passi della sua militanza ambientalista l'attivista Grazia Francescato, incaricata da Dohrn, nell'inverno 1971, di tradurre gli atti del convegno. Il parco marino auspicato da quell'iniziativa non vide però la luce e l'unico risultato che si riuscì a ottenere, ben più modesto, nel 1972, fu l'istituzione di «un'area di tutela più o meno rispettata».
Nel 2009 il ministro dell'Ambiente Alfonso Pecoraro Scanio sblocca una pratica ferma da quasi 30 anni e con il Decreto Ministeriale 21 ottobre 2009, pubblicato nella Gazzetta Ufficiale n. 82 del 9 aprile 2010, viene sancita, all'interno del Parco nazionale del Cilento, la nascita dell'Area marina protetta di Santa Maria di Castellabate che comprende una superficie di mare di 7075 ha.

## Territorio
Si estende su una superficie in mare di 7.095,00 ettari, a cui si sommano 2 ettari di costa, rientrante interamente nel comune di Castellabate (SA), tra la punta di Ogliastro e la baia del Sauco (confine nord con il comune di Agropoli).
L'area marina protetta è suddivisa in tre diverse zone, ciascuna sottoposta a un diverso regime di tutela ambientale e di conservazione, tenendo comunque conto delle caratteristiche naturali e della situazione socioeconomica esistente.
- Zona A: è la zona di riserva integrale di 169 ettari, quella con maggiore tutela e limitazioni (vieta anche la balneazione), riguarda la costa compresa tra punta Tresino e punta Pagliarola.
- Zona B: è la zona di riserva generale di 3092 ettari, che consente anche la balneazione e la navigazione (a velocità non superiore a 5 nodi) entro la distanza di 300 metri dalla costa, comprende il tratto di mare circostante la zona A di Punta Tresino e il tratto di mare prospiciente la costa tra punta Torricella e punta dell'Ogliastro.
- Sottozona B1: è una zona di 134 situata nei pressi della pineta di Licosa.
- Zona C: è la zona di riserva parziale di 3699 ettari con limitazioni molto circoscritte che comprende il residuo tratto di mare all'interno del perimetro dell'area marina protetta[7].

## Comuni e frazioni
L'area protetta rientra interamente nel territorio comunale di Castellabate e riguarda le frazioni marine di:
- Tresino
- Lago
- Santa Maria
- San Marco
- Licosa
- Ogliastro Marina (solo la zona nei pressi della punta di Ogliastro)

## Flora
La zona dell'area marina protetta è ricca di specie vegetali. Nel fondali marini di Castellabate si incontrano il coralligeno e praterie estese di Posidonia oceanica, nel cui interno si proteggono e si cibano numerose specie di pesci e crostacei.

## Fauna
Diverse specie animali popolano la zona marina cilentana, alcune di queste molto rare: come il pesce pappagallo mediterraneo e la Syriella castellabatensis (un crostaceo che prende il nome dalla zona scoperto il 1975 nei pressi di Licosa e studiato dalla stazione zoologica Anton Dohrn di Napoli, ma anche madrepore, gorgonie, ricci di mare, briozoi e spugne.
Nella zona di Licosa è presente un trottoir a vermeti, una bioconcrezione tipica del Mediterraneo formata da vermetidi (Dendropoma cristatum), simile alle barriere coralline tropicali. Vi è anche la presenza di colonie di nacchere (Pinna nobilis), un mollusco bivalve protetto, inserito nella lista rossa della direttiva europea Habitat.